# Joëlle Miquel
 (mars 2022).
Si vous disposez d'ouvrages ou d'articles de référence ou si vous connaissez des sites web de qualité traitant du thème abordé ici, merci de compléter l'article en donnant les références utiles à sa vérifiabilité et en les liant à la section « Notes et références ».
Pour les articles homonymes, voir Miquel.
Joëlle Miquel est une actrice, romancière et réalisatrice française, née le 26 janvier 1972.

## Biographie
Joëlle Miquel débute adolescente au cinéma avec Éric Rohmer dans le rôle de Reinette dans Quatre aventures de Reinette et Mirabelle, rôle pour lequel elle est nommée aux « Jeunes espoirs » des César du cinéma.
Elle peint (plusieurs de ses toiles sont visibles dans le film de Rohmer) et elle a exposé à la galerie François Cance. Elle écrit aussi sur la peinture (notamment l’exposition « Botticelli » au musée du Luxembourg).

### Romancière
Elle entre avec succès en littérature avec Les Rosiers blancs en 1989 (éditions Belfond), qui seront suivis par huit autres romans : 
- L'Enfant aux pivoines, 1991 (éditions Belfond)
- Mal aimés, mars 1998 (éditions Mercure de France, Folio et Gallimard)
- L'Appel des Sirènes, septembre 1999 (éditions Presses de la Renaissance ; Poche 2000)
- Concerto pour Alexandre, août 2002 (éditions Actes Sud), sélectionné en dernière compétition pour le prix des Libraires et Goncourt des lycéens
- L'Enfant rire, mars 2007 (éditions Mercure de France), a concouru pour le prix Exbrayat et le prix du Haut Rhin.
- Le Lit de Rose, mars 2011 (éditions l'Archipel) a concouru pour le prix Marcel Pagnol et obtenu le prix littéraire Jean-Félix Paulsen des lycéens.
- Au bonheur des jours, mai 2015 (éditions de la Différence)
- Chat alors ! février 2020 (École des loisirs) illustré par Gérard Lo Monaco, sélectionné pour le prix jeunesse de la Société des gens de lettres et pour le prix Tom pouce de la ville d'Eaubonne. Chat alors ! a été publié en octobre 2024 en Italie sous le titre Zampe bianche sui tetti di Parigi.
- Elle pourrait s'appeler Mona (lelivredart) juin 2023, écrit en collaboration sur les photos de Dominique Pasquet.

### Dramaturge, scénariste, auteur
Joëlle Miquel travaille aussi comme scénariste pour le cinéma et la télévision, par exemple pour la conception de la série Une famille formidable sur TF1.
Elle a écrit sur une musique de Prokofiev un conte musical, Bûcher d'hiver, interprété par Jacques Weber aux éditions Chant du Monde, diverses nouvelles, articles pour différents journaux ou magazines (L'Express, Le Figaro, Psychologie...) et participé à un ouvrage collectif de nouvelles, Bonnes Vacances (Gallimard) en faveur de l’enfance défavorisée, avec le Secours populaire français.
Elle travaille régulièrement en milieu scolaire et dans des établissements pour enfants et adolescents en difficulté.
À l'occasion de la sortie du court-métrage Le Nu à la terrasse (2008) d'Éric Rohmer qui reprend un scénario qu'elle avait écrit, elle assigne la Compagnie Éric Rohmer en justice pour être créditée de co-auteur pour ce court-métrage ainsi que pour Quatre Aventures de Reinette et Mirabelle (1987). Pourtant, bien qu'Eric Rohmer lui même  ait reconnu dans la presse (notamment dans Les cahiers du cinéma) son apport « J’ai décidé de faire ce film après la rencontre avec une jeune comédienne qui m’a raconté des choses tellement intéressantes… Pour le premier épisode intitulé «   L’heure bleue », c’est elle qui me l’a fait découvrir, je ne la connaissais pas… elle m’a parlé de l’heure bleue comme elle en parle dans le film à son amie… Pour le second et le troisième épisode, intitulés « le garçon de café » et « la Cleptomane » : « l’histoire du garçon de café lui est arrivée jusqu’à l’intervention de Mirabelle…Tout comme l’histoire de la cleptomane. Elle m’a également raconté l’histoire du dentiste comme elle la raconte à son amie dans le film… Pour le dernier épisode intitulé « La vente du tableau » : « La dernière partie vient également d’une réflexion de Reinette qui m’a dit : j’ai des principes, un jour, j’ai décidé de ne pas parler et j’ai tenu mon pari pendant dix jours. Malgré la reconnaissance médiatique en tant que coauteur, Rohmer n'a crédité aucun nom de scénariste ou de  dialoguiste au générique du film (pas même le sien) prétextant qu'il s'agissait d'un film expérimental et Joëlle MIQUEL a été déboutée en 2012.

### Comédienne de théâtre
Parallèlement, Joëlle Miquel poursuit sa vocation première, sa carrière de comédienne, après être passée par le cours Simon.
Elle a interprété, à l'Odéon, Isabelle Rimbaud, dans une mise en scène de Patrick Haggiag, joué au Théâtre de la Ville sous la direction de Lucian Pintillé, joué Vivette dans L'Arlésienne au Cirque d’Hiver.

### Travail musical
Joëlle Miquel travaille pour France Culture et a enregistré deux disques sur des textes de Colette, l’un pour Universal avec Claude Piéplu (1997) et l’autre (qu’elle a aussi réalisé) avec Michel Galabru chez Actes Sud. Ces deux disques ont été dans la sélection des meilleurs disques de l’année du journal Le Monde.

## Filmographie

### Actrice
- 2004 : Backstage d’Emmanuelle Bercot : Gisèle
- 2001 : Mortel transfert de Jean-Jacques Beineix : Bernadette
- 1992 : La Belle histoire de Claude Lelouch : Blanche-Neige
- 1991 : La Neige et le Feu de Claude Pinoteau : Suzanne
- 1989 : Il y a des jours... et des lunes de Claude Lelouch : une femme de chambre au motel
- 1988 : Itinéraire d'un enfant gâté de Claude Lelouch : l'hôtesse UTA
- 1987 : Quatre aventures de Reinette et Mirabelle d'Éric Rohmer : Reinette
- 1986 : Josi Josiane de Jean Pierre Vuillaume : Josiane
- 1986 : Crac Méninges de Christian Alba : la présentatrice
- 1986 : Les aventures de Chatran de Masanori Hata : Chatran
- 1986 : Des Toques et des étoiles de Roger Pigaut : Clarisse
- 1986 : Centurion Odyssey[3]: Mercédès Jellinek
- 1985 : Le Pactole de Jean-pierre Mocky : la caissière de chez Maxim's (non créditée)
- 1985 : L'affaire Montignac d'André Michel : Sylvie Belarga
- 1985 : Les timides aventures d'un laveur de carreaux de Marcel Croella : la fille du fast food

### Réalisatrice
Joëlle Miquel s'est lancée dans la réalisation de son premier court-métrage, Les Joues rouges en 2005,  qui a reçu plusieurs nominations (Meilleur court métrage du festival de Paris Court, Ourson de Berlin, Meilleur film original à Dignes). Les Joues rouges est passé en salles avant le film Itinéraire de Christian Otzenberger et sur France 3.
Elle prépare son premier long métrage (adaptation au cinéma de son roman Mal aimés, pour laquelle elle a reçu le soutien du CNC et de la Fondation Beaumarchais).[Quand ?]